# Gone Girl (film)
Gone Girl is een Amerikaanse film uit 2014. De thriller werd geregisseerd door David Fincher en is gebaseerd op de gelijknamige roman van schrijfster Gillian Flynn, die zelf ook het scenario schreef. De hoofdrollen worden vertolkt door Ben Affleck en Rosamund Pike.

## Verhaal
Op hun vijfde huwelijksverjaardag keert schrijfleraar Nick Dunne terug naar huis en stelt vast dat zijn vrouw Amy vermist is. Haar verdwijning krijgt aandacht in de pers, aangezien Amy de inspiratie was voor de populaire kinderboekenreeks Amazing Amy van haar ouders. Rechercheur Rhonda Boney vindt slecht verborgen bewijs van een worsteling in het huis. De media verdenken Nick vanwege zijn apathische houding jegens Amy's verdwijning.
In het verleden onthulde Amy aan Nick dat Amazing Amy een geperfectioneerde versie was die bestond uit de mislukkingen van de echte Amy. Hun huwelijk viel in de loop van de tijd uit elkaar. Beiden verloren hun baan tijdens de recessie en verhuisden van New York naar Nicks geboorteplaats North Carthage in Missouri, om zijn stervende moeder bij te staan. Nick werd afstandelijk tegenover Amy en begon Amy te bedriegen met Andie, een van zijn studenten, terwijl Amy boos was op Nick omdat hij haar naar Missouri had laten verhuizen.
Forensische analyse van het huis onthult schoongemaakte bloedvlekken, wat wijst op een moord. Boney ontdekt bewijs van financiële problemen, echtelijke geschillen en Amy's recente interesse om een pistool te kopen. Medische rapporten geven aan dat Amy zwanger was, wat Nick ontkent te weten.
Amy en Nick hadden op elke huwelijksverjaardag speurtochten gespeeld. Amy had dit jaar items verborgen in de schuur die met Nicks creditcard waren gekocht, evenals een dagboek dat Amy's groeiende angst toont en eindigt met de angst dat Nick haar zal vermoorden.
Amy rijdt naar een camping in de Ozarks. Toen ze Nicks affaire ontdekte, had ze een plan bedacht om hem op te lichten voor haar moord. Ze gaf een verkeerde voorstelling van de relatie tussen haarzelf en Nick door de rekeningen in een dagboek te vervalsen. Buiten medeweten van Nick was ze bevriend geraakt met haar buurvrouw om haar verhalen over Nicks humeur te vertellen en haar urine te stelen om de zwangerschapsresultaten te manipuleren. Ze plaatste ondersteunend bewijs van Nicks schuld op de aanwijzingen voor de "schattenjacht" zodat de politie ze kon vinden. Ze spetterde ook haar eigen bloed door de keuken en maakte het lukraak schoon. Ze ging ervan uit dat Nick zou worden terechtgesteld voor haar moord en was van plan zichzelf te verdrinken.
Nick ontleedt het plan van Amy en overtuigt zijn tweelingzus Margo van zijn onschuld. Hij vliegt naar New York en huurt Tanner Bolt in, een advocaat die bekend staat om mannen te vertegenwoordigen die ervan worden beschuldigd hun vrouw te hebben vermoord. Nick ontmoet ook Amy's ex-vriend Tommy O'Hara, die Amy valselijk had beschuldigd van verkrachting, door ogenschijnlijke "verkrachtingswonden" op haar vagina en bewijs van O'Hara's sperma toe te brengen. Nick benadert een andere ex-vriend, de rijke Desi Collings, tegen wie Amy een straatverbod had ingediend wegens stalking, maar Desi wijst hem af.
Wanneer Amy's campingburen haar beroven, roept ze Desi om hulp en overtuigt ze hem ervan dat ze is gevlucht voor Nicks mishandeling. Desi stemt ermee in haar te verbergen in zijn huis aan het meer. Nadat Andie hun affaire op een persconferentie onthult, verschijnt Nick in een talkshow waarin hij zijn onschuld bevestigt en verontschuldigt hij zich voor zijn tekortkomingen als echtgenoot om Amy uit haar schuilplaats te lokken. Boney denkt dat ze genoeg bewijs heeft om Nick te arresteren voor moord, maar Bolt krijgt hem vrij op borgtocht. Amy realiseert zich dat Desi van plan is haar in huis te houden om hun relatie met geweld nieuw leven in te blazen. Amy gebruikt vervolgens Desi's bewakingscamera's om het te laten lijken alsof hij haar heeft ontvoerd en verkracht. Ze snijdt zijn keel door terwijl ze seks hebben en keert terug naar Nick, bedekt met Desi's bloed. Dit verlost Nick van verdenking en Amy stelt Desi voor als de ontvoerder na het afleggen van een valse verklaring aan Boney.
Wanneer Boney de inconsistenties van Amy's verklaring ter sprake brengt, antwoordt Amy door Boney incompetent te noemen. Amy vertelt Nick de waarheid en geeft de moord op Desi toe. Nick deelt dit met Boney, Bolt en Margo, maar er is geen bewijs van Amy's schuld.
Nick is van plan Amy te verlaten, maar ze onthult dat ze zwanger is nadat ze zichzelf heeft geïnsemineerd met Nicks sperma dat is opgeslagen in een vruchtbaarheidskliniek. Nick reageert heftig op Amy's aandringen dat ze getrouwd moeten blijven, maar voelt zich verantwoordelijk voor het kind en besluit bij haar te blijven, ondanks Margo's advies. Het stel kondigt vervolgens op televisie aan dat ze een kind verwachten.

## Rolverdeling
| Acteur                | Personage                         |
| --------------------- | --------------------------------- |
| Ben Affleck           | Nicholas "Nick" Dunne             |
| Rosamund Pike         | Amy Elliott Dunne                 |
| Neil Patrick Harris   | Desi Collings                     |
| Tyler Perry           | Tanner Bolt                       |
| Carrie Coon           | Margo "Go" Dunne                  |
| Kim Dickens           | rechercheur Rhonda Boney          |
| Patrick Fugit         | officier James Gilpin             |
| Missi Pyle            | Ellen Abbott                      |
| Emily Ratajkowski     | Andrea "Andie" Fitzgerald         |
| Casey Wilson          | Noëlle Hawthorne                  |
| Lola Kirke            | Greta                             |
| Boyd Holbrook         | Jeffrey                           |
| Lisa Banes            | Mary Elizabeth "Marybeth" Elliott |
| David Clennon         | Randall "Randy" Elliott           |
| Sela Ward             | Sharon Schieber                   |
| Scoot McNairy         | Thomas "Tommy" O'Hara             |
| Scott Takeda          | tv-producent                      |
| Kathleen Rose Perkins | Shawna Kelly                      |

## Productie
In 2012 werd de roman Gone Girl van schrijfster Gillian Flynn gepubliceerd. Het boek belandde al snel op de New York Times-bestsellerlijst. Producente Leslie Dixon mocht een jaar eerder het manuscript van Gone Girl lezen. In december 2011 bracht ze het werk van Flynn onder de aandacht bij Reese Witherspoon. Dixon en Witherspoon besloten samen met collega Bruna Papandrea om het boek te verfilmen. In juli 2012 werd het project voor 1,5 miljoen dollar verkocht aan 20th Century Fox. In januari 2013 werd David Fincher benaderd om de film te regisseren. In juli 2013 werden Ben Affleck en Rosamund Pike gecast als de hoofdpersonages van het verhaal. Later verklaarde Fincher dat hij Affleck selecteerde nadat hij zo'n vijftig afbeeldingen van Afflecks glimlach op Google Afbeeldingen had bestudeerd. De regisseur was ook blij toen bleek dat Pike net als haar personage een enig kind was.
Op 11 september 2013 startte de crew met het filmen van establishing shots. De echte opnames gingen op 15 september van start in Cape Girardeau, Missouri. Een deel van de opnames, die in totaal zo'n vijf weken duurden, vond plaats in Los Angeles.
Op 21 januari 2014 raakte bekend dat Trent Reznor en Atticus Ross de soundtrack van de film zouden componeren.
Op 26 september 2014 ging de film in wereldpremière op het New York Film Festival.

## Soundtrack
De soundtrack van de film werd gecomponeerd door Trent Reznor en Atticus Ross. Het tweetal werkte met regisseur David Fincher ook samen aan The Social Network (2010) en The Girl with the Dragon Tattoo (2011). In de trailer van de film werd het nummer She van Charles Aznavour gecoverd door Richard Butler.
1. What Have We Done to Each Other? - 2:30
2. Sugar Storm - 2:54
3. Empty Places - 2:46
4. With Suspicion - 3:17
5. Just Like You - 4:12
6. Appearances - 2:52
7. Clue One - 1:31
8. Clue Two - 5:10
9. Background Noise - 3:10
10. Procedural - 4:30
11. Something Disposable - 4:29
12. Like Home - 3:40
13. Empty Places (Reprise) - 2:20
14. The Way He Looks at Me - 3:28
15. Technically, Missing - 6:44
16. Secrets - 3:09
17. Perpetual - 4:01
18. Strange Activities - 2:37
19. Still Gone - 2:48
20. A Reflection - 1:46
21. Consummation - 4:10
22. Sugar Storm (Reprise) - 00:42
23. What Will We Do? - 3:05
24. At Risk - 11:08

## Prijzen en nominaties
| Prijs                    | Categorie                               | Genomineerde(n)             | Resultaat   |
| ------------------------ | --------------------------------------- | --------------------------- | ----------- |
| Academy Award            | Best Actress in a Leading Role          | Rosamund Pike               | Genomineerd |
| BAFTA Awards             | Best Leading Actress                    | Rosamund Pike               | Genomineerd |
| BAFTA Awards             | Best Adapted Screenplay                 | Gillian Flynn               | Genomineerd |
| Critics' Choice Awards   | Best Picture                            | Best Picture                | Genomineerd |
| Critics' Choice Awards   | Best Actress                            | Rosamund Pike               | Genomineerd |
| Critics' Choice Awards   | Best Director                           | David Fincher               | Genomineerd |
| Critics' Choice Awards   | Best Adapted Screenplay                 | Gillian Flynn               | Gewonnen    |
| Critics' Choice Awards   | Best Editing                            | Kirk Baxter                 | Genomineerd |
| Critics' Choice Awards   | Best Score                              | Trent Reznor, Atticus Ross  | Genomineerd |
| Golden Globes            | Best Actress in a Motion Picture, Drama | Rosamund Pike               | Genomineerd |
| Golden Globes            | Best Director, Motion Picture           | David Fincher               | Genomineerd |
| Golden Globes            | Best Screenplay, Motion Picture         | Gillian Flynn               | Genomineerd |
| Golden Globes            | Best Original Score, Motion Picture     | Trent Reznor, Atticus Ross  | Genomineerd |
| National Board of Review | Top Ten Films                           | Top Ten Films               | Gewonnen    |
| People's Choice Award    | Favorite Thriller Movie                 | Favorite Thriller Movie     | Genomineerd |
| Satellite Awards         | Best Motion Picture                     | Best Motion Picture         | Genomineerd |
| Satellite Awards         | Best Actress in a Motion Picture        | Rosamund Pike               | Genomineerd |
| Satellite Awards         | Best Director                           | David Fincher               | Genomineerd |
| Satellite Awards         | Best Adapted Screenplay                 | Gillian Flynn               | Genomineerd |
| Satellite Awards         | Best Cinematography                     | Jeff Cronenweth             | Genomineerd |
| Satellite Awards         | Best Sound (Editing & Mixing)           | Ren Klyce, Steve Cantamessa | Genomineerd |
| Satellite Awards         | Best Original Score                     | Trent Reznor, Atticus Ross  | Genomineerd |